# Il y a un sorcier à Champignac
Il y a un sorcier à Champignac é o álbum Nº 2 da série regular de banda desenhada das personagens Spirou e Fantásio. Traduzido, em Portugal, como O Feiticeiro de Vila Nova de Milfungos ao ser publicado em 1967, como O Feiticeiro de Talmourol, em 1981, e como O Feiticeiro de Champignac, em 2007, é a primeira história de formato longo de Spirou e Fantásio, e que se transformaria no Spirou tradicional, em contraste com o anterior formato de histórias curtas. Após a publicação no Jornal Spirou, foi lançada como um álbum completo de capa dura, em 1951.
Este trabalho apresenta vários personagens principais da série e da aldeia de Champignac-en-Cambrousse (um nome derivado da palavra francesa para cogumelos, e cambrousse significado rural para ressaca).

## Resumo
Spirou e Fantásio vão acampar para Champignac e ocorrem fenómenos muito estranhos que afectam a fazenda e os animais selvagens. Os habitantes da vila de Champinhac, assustados, culpam os ciganos que estávam de passagem. Spirou e Fantasio, no entanto, acabam por perceber que por detrás desses acontecimentos está o Conde de Champignac.
O Conde de Champignac, Pacôme Hégésippe Adélard Ladislas, aparece pela 1ª vez nesta história. É um cientista que vive num castelo em Champignac, especializou-se em cogumelos e a ele, devem-se inúmeras invenções. Surge também a tão conhecida vila de Champinhac com os seus habitantes. Franquin cria um mundo de divertidos gags e de personagens: Gustave Labarbe o Presidente da Câmara é um desses personagens, sempre disposto a discursar e a eleger estátuas com a sua esfinge, como também a sucederem-lhe inúmeros percalços, causados pelas invenções do Conde. Está sempre acompanhado pelo seu fiel secretário, Duplumier; pelo bêbado da vila, Dupilon; Jerome, o polícia; Lucien, o dono do café; o miúdo Noël, etc.
Este álbum mostra uma evolução do estilo de Franquin em relação aos trabalhos anteriores, criando uma nova abordagem para personagens em movimento. Franquin cria um estilo próprio e deixa de tentar imitar Jijé.
Jijé é creditado como co-autor do argumento, bem como Jean Darc, aliás Henri Gillain, irmão de Jijé a que é atribuída a criação do Conde de Champignac e as sua excêntricas invenções.

## Personagens

### Principais
- Spirou
- Fantásio
- Spip
- O Conde de Champignac (primeira aparição)
- O Presidente da Câmara de Champignac (primeira aparição)

### Secundárias
- Duplumier (primeira aparição)
- Dupilon (primeira aparição)
- Jerome (primeira aparição)
- Lucien (primeira aparição)
- Gustave (primeira aparição)
- Hercule (primeira aparição)
- Valentino (primeira aparição)
- Narcisse (primeira aparição)

## Edições

### Original
- (Jornal Spirou) Il y a un Sorcier à Champignac - N.º 653 (19.10.1950) ao 685 (31.05.1951); 57 pranchas.
- Álbum nº 2, Il y a un Sorcier à Champignac, © Dupuis 1951.

### Em Portugal
- Editado pela Editora Camarada com o nome O Feiticeiro de Vila Nova de Milfungos em 1967 (esta foi a primeira edição em Portugal de um álbum com as aventuras de Spirou e Fantásio, sob o nome de Clarim & Fantásio).

Este album teve direito a uma magnífica capa de Franquin exclusiva para a edição portuguesa que, juntamente com uma pequena tiragem de 500 ou 1000 exemplares, tornam-no no mais raro album de BD portuguesa, juntamente com "OS QUEBRA-OSSOS" de René Macherot, também editado pela Editora Camarada. 
- Reeditado pela Editorial Publica com o nome O Feiticeiro de Talmourol em abril de 1981.[6]
- Reeditado pelo Jornal Público / Edições Asa com o nome O Feiticeiro de Champignac a 11 de julho de 2007. ISBN 978-972-41-5039-0

## Referencias
1. (em francês) Jijé no Spirou - BDoubliées
2. (em francês) Franquin no Spirou - BDoubliées
3. (em português)BD Portugal (album index)